# Източна провинция (Кения)
Източната провинция (на суахили: Mkoa wa Mashariki; на английски: Eastern Province) е една от осемте провинции на Кения. На север граничи с Етиопия. Столицата ѝ е град Ембу. Провинцията е населена предимно от етническата група Камба и няколко пастирски народи. През 1979 г., населението на източната провинция е било 2,7 млн. души, а 20 години по-късно, през 1999 г., вече е 4,6 млн. души. Площта и е 159,891 км², която я прави втората по големина провинция на Кения. Разделена е на 26 района.

## География
На територията на източната провинция е разположена пустинята Чалби. Планината Кения, която е втора по височина в цяла Африка, също е разположена там. Източната половина на езерото Туркана също се намира на територията на провинцията. Климатът е главно сух, като валежите падат в периодите март – май и октомври – декември.